# Bagridae
Bagridae (Stekelmeervallen) zijn een familie van straalvinnige vissen uit de orde van meervalachtigen (Siluriformes).

## Geslachten
- Hemibagrus Bleeker, 1862
- Horabagrus Jayaram, 1955
- Mystus Scopoli, 1777
- Pelteobagrus Bleeker, 1865
- Rita Bleeker, 1854
- Sperata Maximillian Holly, 1939
- Chandramara Jayaram, 1972
- Bagrichthys Bleeker, 1857
- Bagroides Bleeker, 1851
- Bagrus L. A. G. Bosc, 1816
- Batasio Blyth, 1860
- Coreobagrus T. Mori, 1936
- Pelteobagrus Bleeker, 1865
- Nanobagrus T. P. Mo, 1991
- Leiocassis Bleeker, 1857
- Hemileiocassis H. H. Ng & K. K. P. Lim, 2000
- Pseudobagrus Bleeker, 1858
- Pseudomystus Jayaram, 1968
- Hyalobagrus H. H. Ng & Kottelat, 1998
- Tachysurus Lacépède, 1803
- Rama Bleeker, 1858